# 細本葡萄
細本葡萄（英文：Taiwan Wild Grape，學名：Vitis thunbergii），又稱細本山葡萄、細葉山葡萄、小葉葡萄、小本山葡萄、小號山葡萄、小山葡萄、小葡萄、山葡萄、蘡奧、山蒲桃、野葡萄藤、煙黑。为葡萄科葡萄属下的一个种。

## 外部連結
- 花博公園－細本山葡萄[永久]